# Оґюст Ґарребек
Оґюст Ґарребек (10 січня 1912 — 20 жовтня 1973) — бельгійський велогонщик.
Бронзовий призер Олімпійських Ігор 1936 року в командній шосейній гонці.